# Adlerodea astiga
Adlerodea astiga är en fjärilsart som beskrevs av William Schaus 1902. Adlerodea astiga ingår i släktet Adlerodea och familjen tjockhuvuden. Inga underarter finns listade i Catalogue of Life.